# Andrena schwarzi
Andrena schwarzi är en biart som beskrevs av Warncke 1975. Andrena schwarzi ingår i släktet sandbin, och familjen grävbin. Inga underarter finns listade i Catalogue of Life.